# Coquitlam
Coquitlam este un oraș în zona Lower Mainland din Columbia Britanică, Canada. Coquitlam avea o populație de 113498 locuitori în 2005. Primarul orașului este Richard Stewart.

## Clima
| Date climatice pentru Coquitlam (Port Moody Glenayre) | Date climatice pentru Coquitlam (Port Moody Glenayre) | Date climatice pentru Coquitlam (Port Moody Glenayre) | Date climatice pentru Coquitlam (Port Moody Glenayre) | Date climatice pentru Coquitlam (Port Moody Glenayre) | Date climatice pentru Coquitlam (Port Moody Glenayre) | Date climatice pentru Coquitlam (Port Moody Glenayre) | Date climatice pentru Coquitlam (Port Moody Glenayre) | Date climatice pentru Coquitlam (Port Moody Glenayre) | Date climatice pentru Coquitlam (Port Moody Glenayre) | Date climatice pentru Coquitlam (Port Moody Glenayre) | Date climatice pentru Coquitlam (Port Moody Glenayre) | Date climatice pentru Coquitlam (Port Moody Glenayre) | Date climatice pentru Coquitlam (Port Moody Glenayre) |
| Luna                                                  | Ian                                                   | Feb                                                   | Mar                                                   | Apr                                                   | Mai                                                   | Iun                                                   | Iul                                                   | Aug                                                   | Sep                                                   | Oct                                                   | Nov                                                   | Dec                                                   | Anual                                                 |
| ----------------------------------------------------- | ----------------------------------------------------- | ----------------------------------------------------- | ----------------------------------------------------- | ----------------------------------------------------- | ----------------------------------------------------- | ----------------------------------------------------- | ----------------------------------------------------- | ----------------------------------------------------- | ----------------------------------------------------- | ----------------------------------------------------- | ----------------------------------------------------- | ----------------------------------------------------- | ----------------------------------------------------- |
| Maxima medie °C (°F)                                  | 5.5 (41,9)                                            | 7.5 (45,5)                                            | 9.9 (49,8)                                            | 12.8 (55)                                             | 16.4 (61,5)                                           | 18.9 (66)                                             | 21.9 (71,4)                                           | 22.3 (72,1)                                           | 19.0 (66,2)                                           | 13.7 (56,7)                                           | 8.3 (46,9)                                            | 5.6 (42,1)                                            | 13,5 (56,3)                                           |
| Media zilnică °C (°F)                                 | 3.0 (37,4)                                            | 4.6 (40,3)                                            | 6.5 (43,7)                                            | 9.0 (48,2)                                            | 12.3 (54,1)                                           | 14.8 (58,6)                                           | 17.4 (63,3)                                           | 17.8 (64)                                             | 15.0 (59)                                             | 10.5 (50,9)                                           | 5.9 (42,6)                                            | 3.3 (37,9)                                            | 10,0 (50)                                             |
| Minima medie °C (°F)                                  | 0.6 (33,1)                                            | 1.6 (34,9)                                            | 3.1 (37,6)                                            | 5.1 (41,2)                                            | 8.2 (46,8)                                            | 10.8 (51,4)                                           | 12.9 (55,2)                                           | 13.3 (55,9)                                           | 10.9 (51,6)                                           | 7.3 (45,1)                                            | 3.5 (38,3)                                            | 0.9 (33,6)                                            | 6,5 (43,7)                                            |
| Minima istorică °C (°F)                               | −14 (7)                                               | −13 (9)                                               | −7.8 (18)                                             | −1 (30)                                               | 1.7 (35,1)                                            | 4.4 (39,9)                                            | 6.0 (42,8)                                            | 7.2 (45)                                              | 1.0 (33,8)                                            | −7 (19)                                               | −15.5 (4,1)                                           | −16 (3)                                               | −16 (3)                                               |
| Precipitații mm (inches)                              | 249.6 (9.827)                                         | 199.7 (7.862)                                         | 181.4 (7.142)                                         | 142.6 (5.614)                                         | 107.7 (4.24)                                          | 90.2 (3.551)                                          | 67.9 (2.673)                                          | 66.1 (2.602)                                          | 91.1 (3.587)                                          | 186.5 (7.343)                                         | 297.0 (11.693)                                        | 275.6 (10.85)                                         | 1.955,3 (76,98)                                       |
| Ploaie mm (inches)                                    | 227.0 (8.937)                                         | 188.0 (7.402)                                         | 178.6 (7.031)                                         | 142.4 (5.606)                                         | 107.7 (4.24)                                          | 90.2 (3.551)                                          | 67.9 (2.673)                                          | 66.1 (2.602)                                          | 91.1 (3.587)                                          | 186.2 (7.331)                                         | 293.8 (11.567)                                        | 257.8 (10.15)                                         | 1.896,9 (74,681)                                      |
| Zăpadă cm (inches)                                    | 22.6 (8.9)                                            | 11.7 (4.61)                                           | 2.8 (1.1)                                             | 0.2 (0.08)                                            | 0 (0)                                                 | 0 (0)                                                 | 0 (0)                                                 | 0 (0)                                                 | 0 (0)                                                 | 0.2 (0.08)                                            | 3.2 (1.26)                                            | 17.8 (7.01)                                           | 58,4 (22,99)                                          |
| Nr. de zile cu precipitații (≥ 0.2 mm)                | 18.7                                                  | 16.3                                                  | 17.9                                                  | 14.9                                                  | 14.4                                                  | 12.6                                                  | 8.7                                                   | 8.1                                                   | 10.0                                                  | 16.2                                                  | 20.2                                                  | 18.9                                                  | 176,7                                                 |
| Nr. mediu de zile ploioase (≥ 0.2 mm)                 | 17.2                                                  | 15.5                                                  | 17.7                                                  | 14.9                                                  | 14.4                                                  | 12.6                                                  | 8.7                                                   | 8.1                                                   | 10.0                                                  | 16.1                                                  | 20.0                                                  | 17.3                                                  | 172,4                                                 |
| Nr. mediu de zile cu ninsoare (≥ 0.2 cm)              | 2.7                                                   | 1.9                                                   | 0.79                                                  | 0.10                                                  | 0                                                     | 0                                                     | 0                                                     | 0                                                     | 0                                                     | 0.11                                                  | 0.93                                                  | 3.1                                                   | 9,6                                                   |
| Sursă: Environment Canada                             |                                                       |                                                       |                                                       |                                                       |                                                       |                                                       |                                                       |                                                       |                                                       |                                                       |                                                       |                                                       |                                                       |

## Orașe înfrățite
- Laizhou, China
- Ormoc City, Filipine
- Paju, Coreea de Sud